# Pyrenula atrolaminata
Pyrenula atrolaminata är en lavart som beskrevs av R. C. Harris. Pyrenula atrolaminata ingår i släktet Pyrenula och familjen Pyrenulaceae.   Inga underarter finns listade i Catalogue of Life.